# 生化戰士：電腦動畫電影
《生化戰士：電腦動畫電影》（英語：Bionicle: Mask of Light，風格化記作）是一部2003年丹麥和美國合製的科學奇幻動作電腦動畫電影，改編自樂高旗下的玩具產品線生化戰士以及2003年故事線的後半部；講述在充滿機械生物的世界中，唯有神器「光之面具」（Mask of Light）能擊敗邪惡化身馬古他（Makuta）。馬他呂（Mata Nui）島上的火村（Ta-Koro）派出兩名馬特蘭人背負起使命，踏上尋找光之面具主人的旅程。
電影由泰瑞·莎士比亞（Terry Shakespeare）和大衛·莫利納（David Molina）執導。該項目在2001年玩具首季發行期間首次提出，樂高為此聯繫了多名編劇，包括生化戰士的原作者兼作家阿拉斯泰爾·斯溫內頓、鮑勃·湯普森（Bob Thompson）與馬丁·李伯·安德森（Martin Riber Andersen），以及好萊塢編劇亨利·吉羅伊和格雷格·韋斯曼。製作於2002年展開，約需要一年的時間完成。為了符合電影的呈現，片中人物以玩具形象為基礎來重新設計。奈森·佛斯特負責配樂作曲。
多間工作室參與了開發，其中創意雀躍娛樂和西基電腦動畫負責主要動畫製作。《生化戰士：電腦動畫電影》在2003年9月16日由博偉家庭娛樂公司和米拉麥克斯家庭娛樂公司以影帶首映（錄影帶及DVD）發行。電影的銷售在家庭媒體排行榜中名列前茅，並取得影評人多數好評。隨後再度推出了兩部前傳電影：《生化戰士2：迷城篇》（2004年）與《生化戰士3：黑暗之網》（2005年），以及獨立續集《生化戰士：再生傳奇》（2009年）。

## 劇情
據傳說，熱帶島嶼「馬他呂」（Mata Nui）上的馬特蘭人由偉大的聖靈馬他呂所創造，但馬他呂卻被嫉妒的兄弟馬古他陷入昏迷狀態，使馬古他對島上展開恐怖統治，直到被六名尊者推翻，島嶼恢復和平。
某日，火村（Ta-Koro）的守衛隊隊長賈勒與史記員塔庫在洞穴中發現了充滿「光明」元素力量的「偉大卡諾希面具」（Great Kanohi），隨後塔庫被火之尊者火燄刀從熔岩海中救出。賈勒與塔庫帶著面具前去參加島上各部落的民族運動「石球」（Kolhii）大賽；同時，火燄刀與水之尊者海潛甲之間的關係日益緊張。在大賽結束時，面具意外暴露，長老透過翻譯得知面具預示著第七位尊者的到來，該尊者注定要擊敗馬古他並喚醒馬他呂。在面具的引導下，賈勒與塔庫被任命派去尋找第七位尊者。與此同時，馬古他派出三名拉希（Rahkshi，從自身的身軀碎片中誕生的生命體），去取回面具。拉希入侵火村，摧毀了村莊；過程中火燄刀中毒，導致行為變得越來越古怪，並惡化了他與海潛甲間的嫌隙。
賈勒和塔庫在旅途中得到了氣之尊者綠林劍和冰之尊者白冰盾的幫助，並經由白冰盾之手將拉希們困在冰凍的湖中、失去行動能力。在通往地村（Onu-Koro）的路途中，塔庫獨自碰上馬古他的精神影像。馬古他威脅要殺了賈勒和島上的其他居民，除非塔庫交出面具；塔庫雖然拒絕對方，但與賈勒分手並自行抵達地村。馬古他釋放另外三名拉希襲擊地村，火燄刀、海潛甲、綠林劍、白冰盾前來幫助地之尊者地星鑽和石之尊者巨石剪；火燄刀再次發狂，迫使白冰盾出手制伏。塔庫決定返回賈勒的身旁；火燄刀在夥伴的幫助下成功解毒。
到達島上中心的大廟基尼吕（Kini Nui）時，賈勒和塔庫碰上至今登場的六名拉希，六尊者及時現身合作擊敗了其中五名敵人，但最後一名拉希襲擊了塔庫；賈勒犧牲了自己來保護朋友，並用最後一句話來促使塔庫戴上光之面具。面具將他變成了光明尊者閃光杖，一下子擊敗了拉希。在眾人合作打造了一艘由拉希體內蠕蟲生物夸塔（Kraata）驅動的飛船，引導閃光杖找到馬古他。他前往馬他呂的地下神殿，並與馬古他舉行了一場石球比賽，以決定該島的命運。在閃光杖的命令下，六尊者、長老和部分馬特蘭人也前來旁觀，並見證閃光杖與馬古他結合成一個強大的化身。以閃光杖的意識主導下，他升起一扇通向島下方更深處的門，讓眾人從此處逃生。在門倒塌之前，化身復活了賈勒。長老繼續使用光之面具喚醒馬古他，這反過來又召來了閃光杖。最後在光的引導下，閃光杖和眾人發現沉寂已久的馬特蘭人原居地「美特呂」（Metru Nui）。

## 配音員
- 傑森·麥可斯（Jason Michas）配音塔庫／閃光杖（Takua / Takanuva）[4][5]:138–139
- 安德魯·法蘭西斯（英语：Andrew Francis）配音賈勒（Jaller）／地星鑽（Onua）／灰熊格拉洛（Graalok the Ash Bear，叫聲）[4][5]:49
- 史考特·麥卡尼（英语：Scott McNeil）配音火燄刀（Tahu）[4]
- 戴爾·威爾森（英语：Dale Wilson (actor)）配音綠林劍（Lewa）[4]
- 凱斯琳·巴爾配音海潛甲（Gali）[4]
- 李·陶克（英语：Lee Tockar）配音馬古他（Makuta）[4]
- 克里斯多夫·賈茲（英语：Christopher Gaze）配音瓦克馬長老（Turaga Vakama）[4]
- 萊斯利·艾文（Lesley Ewen）配音諾加瑪長老（Turaga Nokama）[4]
- 麥克·多布森（英语：Michael Dobson (actor)）配音白冰盾（Kopaka）[4]
- 崔佛·德瓦（英语：Trevor Devall）配音巨石剪（Pohatu）[4][5]:114
- 琪亞拉·札尼（英语：Chiara Zanni）配音哈莉（Hahli）[4][5]:41–42
- 道克·哈里斯（Doc Harris）配音石球（Kolhii）主播[4]
- 朱利安·B·威爾森（Julian B. Wilson）配音火村馬特蘭（Ta-Matoran）守衛／拉希（Rahkshi，叫聲）[4][6]

## 製作

### 發展
樂高生化戰士玩具系列改編電影的想法早在2001年被內部人員提出，當時生化戰士成為樂高在商業上的意外之喜，此想法靈感源於樂高以電影式的風格來製作廣告片，同時公司收到了多間電影公司的授權請求郵件。樂高決定在保有完全創意掌控權的狀態下製作電影，並開始與潛在合作夥伴洽談，意圖在生化戰士遍布公眾視野時問世。樂高找來原本負責實體商品的打造影視合作，並在撥了一筆開發資產後，開始尋找能投入製作行列的動畫工作室。他們將範圍縮小到兩間工作室，創意雀躍娛樂便是其一。創意雀躍在製作了一部以綠林劍（Lewa）為主角的動畫短片並廣受歡迎後，說服樂高僱用。創意雀躍的三名核心人物——導演泰瑞·莎士比亞（Terry Shakespeare）和大衛·莫利納（David Molina），以及蘇·莎士比亞（Sue Shakespeare）都在片中各司其職。據報導，這筆交易價值500萬美元。「以純色調製的佈景」被泰瑞·莎士比亞形容為本片的影像美學，並表示與前傳的用色相比飽和度更高、較顯「低齡」。他還稱本片「親民且生意盎然」。
電影製作從2002年起全面展開。這類項目絕大多數需要18至24個月才能完成，但製作團隊在13個月內就完成了電影。本片預算事後預估350萬至500萬美元之間。除了創意雀躍外，台灣的西基電腦動畫負責了片中大部分的動畫，當時海外外包對於CGI電影而言實屬罕見。製作結束時，電影原始鏡頭長達77分鐘；310工作室（310 Studios）此時加入後期製作，片長為此被縮短了7分鐘。據310工作室總裁比利·瓊斯（Billy Jones）所述，動畫成品令他們倍感深刻，以至於在剪輯時難以下手。310工作室還創作了片頭和片尾職員表。樂高還與米拉麥克斯影業合作發行本片，並共同開發一部未來的院線長片。米拉麥克斯當時的母公司迪士尼也參與了部分製作和發行。泰瑞·莎士比亞在後來的採訪中表示，鑒於創意雀躍先前曾與迪士尼合作，迪士尼可能會推薦樂高選擇該公司成為動畫方面的合作夥伴。

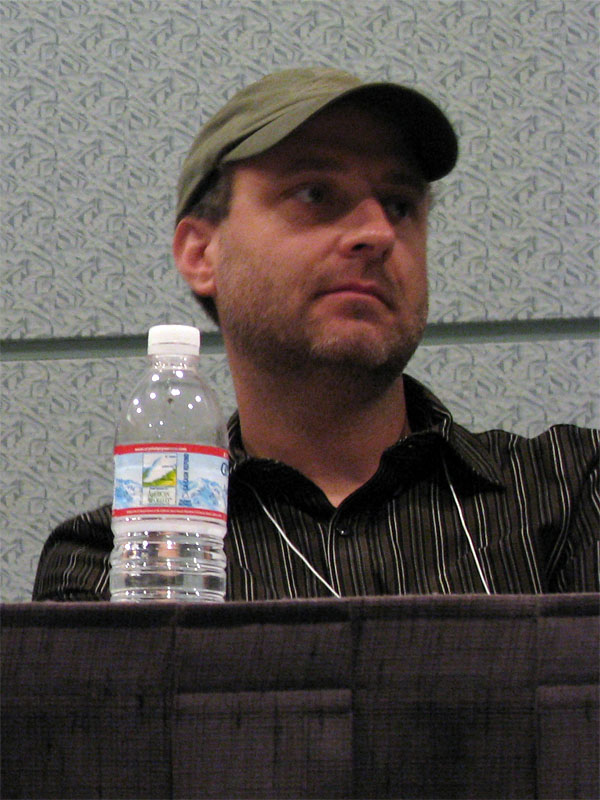
亨利·吉羅伊的劇本被選為主要版本

五位編劇參與了電影的故事和劇本創作：執行製片人鮑勃·湯普森（Bob Thompson）、生化戰士的原作者兼作家阿拉斯泰爾·斯溫內頓與馬丁·李伯·安德森（Martin Riber Andersen），以及好萊塢編劇亨利·吉羅伊和格雷格·韋斯曼。劇本創作始於2002年。吉羅伊在與湯普森會面後開始參與其中，非常欣賞生化戰士神話的吉羅伊樂於編寫劇本。分別來自斯溫內頓與吉羅伊的兩份初稿出爐，接著挑選出最好的版本，最終由吉羅伊劇本被選上，但當中仍融入了斯溫內頓的部份構想。吉羅伊最困難的任務是為尊者（Toa）編寫對白，他得同時顧及到斯溫內頓的表達，以及粉絲對角色們的期望。最後，他嘗試忠於原作，同時給配音員一些獨特的指導工作。加上六名尊者每人都需要各自發揮的機會，吉羅伊還得平衡六人的塑造和戲份。劇本在最終版本之前經歷了八次不同的草稿，但這仍少比吉羅伊的其他項目。在計劃階段，很多時間都花在角色之間如何互動上，例如綠林劍的說話風格和白冰盾（Kopaka）克制自身情感的行徑；原作的這些特徵在片中強調，使角色更具特色和深度。他還需要避免放入脫離故事背景、不適合生化戰士設定的流行文化指涉。作為世界和角色發展的一環，編劇創造了世界觀獨有的表達方式和感嘆詞，例如當塔庫（Takua）險些遭熔岩海吞噬時，賈勒（Jaller）表示：「你差點成為熔岩骨頭」。本片劇情設定於玩具2003年故事線的後半段。

### 設計
生化戰士的角色早在電影前登場於多項媒介上，包括官方漫畫、線上Flash動畫以及CGI廣告片。製作團隊決定採用CGI廣告中的模組作為電影模組的原型。在開始設計角色之前，團隊去了樂高的丹麥總部，學習生化戰士的設計。團隊起初無意對角色進行太多改動，但為了幫角色增添情感而仍需要重新設計。建立角色模組的第一步是重新繪製骨架，然後添加與骨架交接的肌肉模子；肌肉賦予角色更具質感的外觀，遍及肩部、小腿、腹部和胸腔。每個角色都被賦予了「心之光」，即使角色在鏡頭中靜止不動，他們胸口的脈動光芒也會閃爍。他們還調整了眼睛，使眼窩比玩具套裝版本更淺，同時賦予瞳孔般的光芒。團隊諮詢了樂高工作人員，以確定尊者們的材質：肌肉與橡膠相比，骨骼較接近鈦合金和碳纖維網，而盔甲由克維拉製成；尊者的設計整體來說與玩具套裝相差甚微，但移除了外露的齒輪並在背部附上裝甲。為了令尊者的事蹟取信於觀眾，電影中的尊者與玩具套裝相比身形較為豐滿、粗壯。
生化戰士在電影中被重新設計了幾項外貌特徵，如增添較為人類感的可動嘴巴以及四凹槽式零件的舌頭，避免令他們看上去像尊玩偶。其他背景角色則透過面具後面的燈光來呈現嘴巴的活動。電影設計特別強調角色的眉毛和嘴唇，且為了使他們的表演更加逼真而勢必加上手掌；每位角色還具有各自獨特的紋理貼圖，令他們顯得獨一無二。除了重塑舊角色外，製作團隊還與樂高員工一起創作了原創角色設計。只在漫畫和網絡動畫中短暫露面的馬古他（Makuta）透過「科學怪人原理」打造而出——從多套生化戰士系列中取材並利用零件，來創造出這位終極反派。其他原創作品包括塔庫的寵物螃蟹「酷酷蟹」（Pewku）和設計用來搭載兩名馬特蘭人的谷口鳥（Gukko Bird）。反派士兵拉希（Rahkshi）被鮑勃·湯普森形容為「宛如追捕（光之面具）獵犬」。斯溫納頓和漫畫作家艾倫·葛蘭特的創作有利於拉希們的人設發展。拉希被設定成比其他角色更像機器，外貌設計則強烈啟發自H·R·吉格尔的生物機械藝術作品。

### 音頻
配音員選角由克莉絲·齊默曼掌管，依據角色特質來挑選合適的配音員，如馬特蘭人配音交由年輕人，而長老（Turaga）則由年長的演員詮釋。配音員被要求以特別的語氣來表演，令口白聽起來不會使人聯想至現實的某個地區，而是符合生化戰士宇宙。傑森·麥可斯（Jason Michas）和安德魯·法蘭西斯之間的幕後事件成為錄製過程中值得關注的一點：兩人最初分別飾演賈勒和塔庫，但麥可斯卻在混亂的狀態下進入錄音階段並開始誤讀了塔庫的台詞，當法蘭西斯進來後則讀了賈勒的台詞；工作人員聽到他們的聲音並留下深刻的印象，導致兩名配音員永久交換了角色。電影配音主要在2002年完成，但在2003年的同步對白錄音（ADR）中重新錄製了對白，將近三成的最終版對白在完成。音頻和音樂後期製作由莊園崗位（Hacienda Post）負責，公司總裁提姆·博克斯（Tim Borquez）擔任音效主管。《生化戰士：電腦動畫電影》成為生化戰士角色在任何媒介中首次開口的一作。

## 音樂
電影音樂由奈森·佛斯特作曲，熱愛大管弦樂和Electronica樂的作曲風格正符合電影方所求。原本對生化戰士一無所知的佛斯特在得到此工作後瀏覽了官方網站，便於了解音樂方向。他在樂高員工的幫助下，共同制定了八、九個特定主題。電影音樂整體風格是宏偉的管弦樂，並包含Electronica與部落音樂的元素。佛斯特使用非洲、波利尼西亞和東歐音樂的元素來傳達馬他呂（Mata Nui）的島嶼背景，且在適當時機下將自己的音樂風格添加至動作戲中，而非某場橋段中獨立發揮的元素。
官方遲遲未發行原聲帶，直到電影發行的14年後，才由重生鳳凰唱片公司（Rising Phoenix Records）以《生化戰士：電腦動畫電影 原聲帶（14週年發行版）》的名義在2017年3月10日推出。該原聲帶重製了原有的曲目並收錄電影中所有的音樂，由十八首曲目組成，總時長達一小時。
| 曲目列表 | 曲目列表                     | 曲目列表 |
| 曲序     | 曲目                         | 时长     |
| -------- | ---------------------------- | -------- |
| 1.       | 生化傳奇（Legend of the Bionicle）                 | 4:08     |
| 2.       | 偉大的卡諾希面具（A Great Kanohi Mask）         | 3:01     |
| 3.       | 我們新石球場（Our New Koli Field）             | 1:57     |
| 4.       | 石球大賽（Koli Tournament）                 | 2:10     |
| 5.       | 第七位尊者的預言（Prophecy of a 7th Toa）         | 3:12     |
| 6.       | 海潛甲的冥想與拉希的誕生（Gali's Meditation & Birth of the Rahkshi） | 1:47     |
| 7.       | 相信面具（Trust in the Mask）                 | 1:42     |
| 8.       | 火村淪陷（The Fall of Ta-Koro）                 | 7:00     |
| 9.       | 綠林劍尊者相助（Toa Lewa Helps）           | 5:09     |
| 10.      | 你一直跟著我（You Were Following Me）             | 1:46     |
| 11.      | 拉希被沖走並冰凍（Rahkshi Washed and Chilled）         | 2:51     |
| 12.      | 影子無處不在（Shadows Are Everywhere）             | 4:13     |
| 13.      | 地村遭毀（Destruction of Onu-Koro）                 | 4:59     |
| 14.      | 治癒火燄刀（Healing Tahu）               | 2:41     |
| 15.      | 尊者重聚以及賈勒之死（Toa Reunited and Death of Jaller）     | 5:32     |
| 16.      | 新英雄（A New Hero）                   | 2:12     |
| 17.      | 精簡的石球遊戲（A Simple Game of Koli）           | 5:45     |
| 18.      | 團結、責任、使命（Unity, Duty, Destiny）         | 6:22     |
| 总时长： | 总时长：                     | 66:27    |

## 發行
《生化戰士：電腦動畫電影》在2002年4月首次對外公開，成為樂高傳媒（Lego Media，後來在2003年初改組為「打造影視」）經手的首部原創角色和故事的項目以及首部影帶首映製作。電影2003年9月16日由博偉家庭娛樂公司和米拉麥克斯家庭娛樂公司於美國影帶首映（錄影帶及DVD）發行。之後的八週中，電影繼續在27個不同的國家和地區登陸。9月13日，電影正式發行前在加利福尼亚州卡尔斯巴德的樂高樂園舉行全球首映；以樂高積木拼砌的巨大馬賽克和特效表演現身於活動上，此外還有特邀嘉賓和布偶裝扮演者參與。次年，電影在卡通頻道的《Toonami》節目時段中電視首映。

## 反響

### 銷售表現
《生化戰士：電腦動畫電影》發行時在各大銷售通路排行榜中名列前茅。電影一發售就在《告示牌》雜誌編制的「熱門兒童影片」（Top Kid Video）中接近榜首。而在亞馬遜網站的VHS暢銷榜上名列第二，僅輸給《指环王：双塔奇兵》影帶。據樂高2003年的財務報告，本片在發行首週便成為美國最暢銷的VHS發行，而在《好萊塢報導》類似的統計名單中則排名第四。《生化戰士：電腦動畫電影》的DVD銷售可謂年度表現最佳，被《動畫雜誌》視為成功的商業產物。截至2004年10月，出租銷售額達424萬美元，登上影帶首映動畫片排行榜中的第八位。

### 評價
《娱乐周刊》的布魯斯·弗雷茲（Bruce Fretts）稱本片為「精心打造的CGI冒險」，憑藉特效和動作戲就算是不瞭解故事的人也會愛上，同時給予的評價。DVD Talk的唐·休斯頓（Don Houston）對電影本身及影碟額外收錄整體正評；他認為《生化戰士：電腦動畫電影》的視覺效果與其他同類電影相比「格外清晰、細緻」，並高度讚揚了配音和片中的黑暗題材。筆者也抱怨電影預設觀眾瞭解先前生化戰士故事線的仰賴。網站曾讚視覺效果和設計，但認為電影太短，但休斯頓一樣批評對觀眾認知的先入為主，同時表示與《變形金剛》（1986年）等其他電影相比「太過尊貴」。網站的朱爾斯·費伯（Jules Faber）則認為說故事的手法是對孩子們的考量，雖然能見到生硬的動畫和糟糕的環境效果，但他仍稱讚了整體視覺效果。而對DVD的音頻和視覺品質保持肯定態度。休斯頓和費伯都提及本片對其他電影的致敬，包含《魔戒》、《法櫃奇兵》（1981年）和雷·哈利豪森的作品。
身為DVD首映電影的《生化戰士：電腦動畫電影》在2003年12月贏得金捲軸獎最佳視覺效果。此外，亦在2004年的第30屆土星獎上贏得最佳DVD發行一獎。Vulture網在2014年樂高電影業歷史回顧中提及了本片。同年，《生化戰士：電腦動畫電影》被《广播时报》評入最佳玩具電影行列，稱開發人員「將玩具魅力轉化為影像這方面超乎水準」。

## 後續作品
樂高為此推出了電影人物版本的新玩具、改編電子遊戲、鞋子商品線和電影小說。另外兩部生化戰士電影早在《生化戰士：電腦動畫電影》發行前確認開發，分別計劃在2004年影帶首映以及在2005年院線上映。但最後兩部前傳電影《生化戰士2：迷城篇》和《生化戰士3：黑暗之網》全以影帶首映發行；且兩者皆由《生化戰士：電腦動畫電影》相同的創意團隊製作。另一家工作室出品的第四部電影《生化戰士：再生傳奇》在2009年透過環球影業家庭娛樂發行。2016年在Netflix上推出了以四集組成的電視動畫《LEGO Bionicle：尋找創造者》（Lego Bionicle: The Journey to One）。

## 備註
1. ↑  「尊者」僅於台灣版影碟的本片使用。在玩具及後續的作品中，普遍被譯為「戰士」。

## 外部連結
- 互联网电影数据库（IMDb）上《生化戰士：電腦動畫電影》的资料（英文）
- AllMovie上《生化戰士：電腦動畫電影》的资料（英文）
- 豆瓣电影上《生化戰士：電腦動畫電影》的資料 （简体中文）